# کامبرلند هیل (رود آیلند)
کامبرلند هیل (به انگلیسی: Cumberland Hill) شهری در ایالت رود آیلند کشور ایالات متحده آمریکا است که جمعیت آن در سرشماری سال ۲۰۱۰ میلادی، ۷٬۹۳۴ نفر بوده‌است.